# XM312
XM312 là loại súng máy được trang bị trên nhiều loại phương tiện chiến đấu như xe tăng, tàu thủy, môtô. M312 là súng máy thuộc loại vũ khí cộng đồng có tầm bắn xa, thân súng được đặt trên giá 3 chân, sử dụng băng đạn đặt trong hộp gắn trực tiếp lên thân súng hoặc băng đạn rời kiểu dây cuốn.

## Lịch sử
XM312 là loại đại liên bắn đạn 12.7×99 mm NATO, nguồn gốc từ pháo tự động 25 mm M307 (XM307). Loại này được thiết kế cho quân đội Mỹ, nhằm thay thế đại liên M2HB đã lỗi thời, đồng thời bổ trợ cho pháo M307. Nó có thể nhanh chóng chuyển thành 1 khẩu XM307 chỉ với việc thay thế một số bộ phận trong vài phút. Những cải tiến của XM312 hứa hẹn sẽ khiến việc sử dụng dễ dàng hơn so với loại XM307 vì chỉ phải lắp ráp thêm một số bộ phận liên quan. Năm 2001, người ta bắt đầu cuộc thử nghiệm với M312, Nhưng kết quả cuộc thử nghiệm không tốt: tốc độ bắn chỉ 260 viên/phút mà lại có quá nhiều đạn lép, không đạt tiêu chuẩn phù hợp để phục vụ cho quân đội Mỹ.

## Cấu tạo

### Thông số kỹ thuật
- Khối lượng: 19 kg [1]
- Dài: 1.56 m
- Ngang: 250 mm
- Cao: 180 mm, 46 mm
- Cỡ nòng: 12.7 mm
- Cỡ đạn: 12.7×99 mm tiêu chuẩn NATO
- Khối lượng đạn: Không cố định
- Nguyên tắc nạp đạn tự động: trích khí phản lực xoay
- Khóa nòng: khóa nòng lùi
- Hộp đạn: gắn vào thân súng với 250 viên/hộp (cũng có thể dùng dây đạn rời)
- Có trang bị giá ba chân có thể điều chỉnh độ cao.
- Sơ tốc đầu đạn:
- Nhịp bắn:[2]

260 viên/phút (bắn liên tục) 

40 viên/phút (bắn từng viên) In Burst of 5 to 7 rounds, the same as the M2HB.
- Tốc độ bắn thấp nhất:
- Tốc độ bắn trong chiến đấu:
- Tầm bắn hiệu quả: 2000 m.
- Tầm bắn tối đa:
- Giá: Đang cập nhật

## Ứng dụng
tháng 9 năm 2005 - Vũ khí tổ đội at Grafenwöhr Training Area.